# 莱茵宫

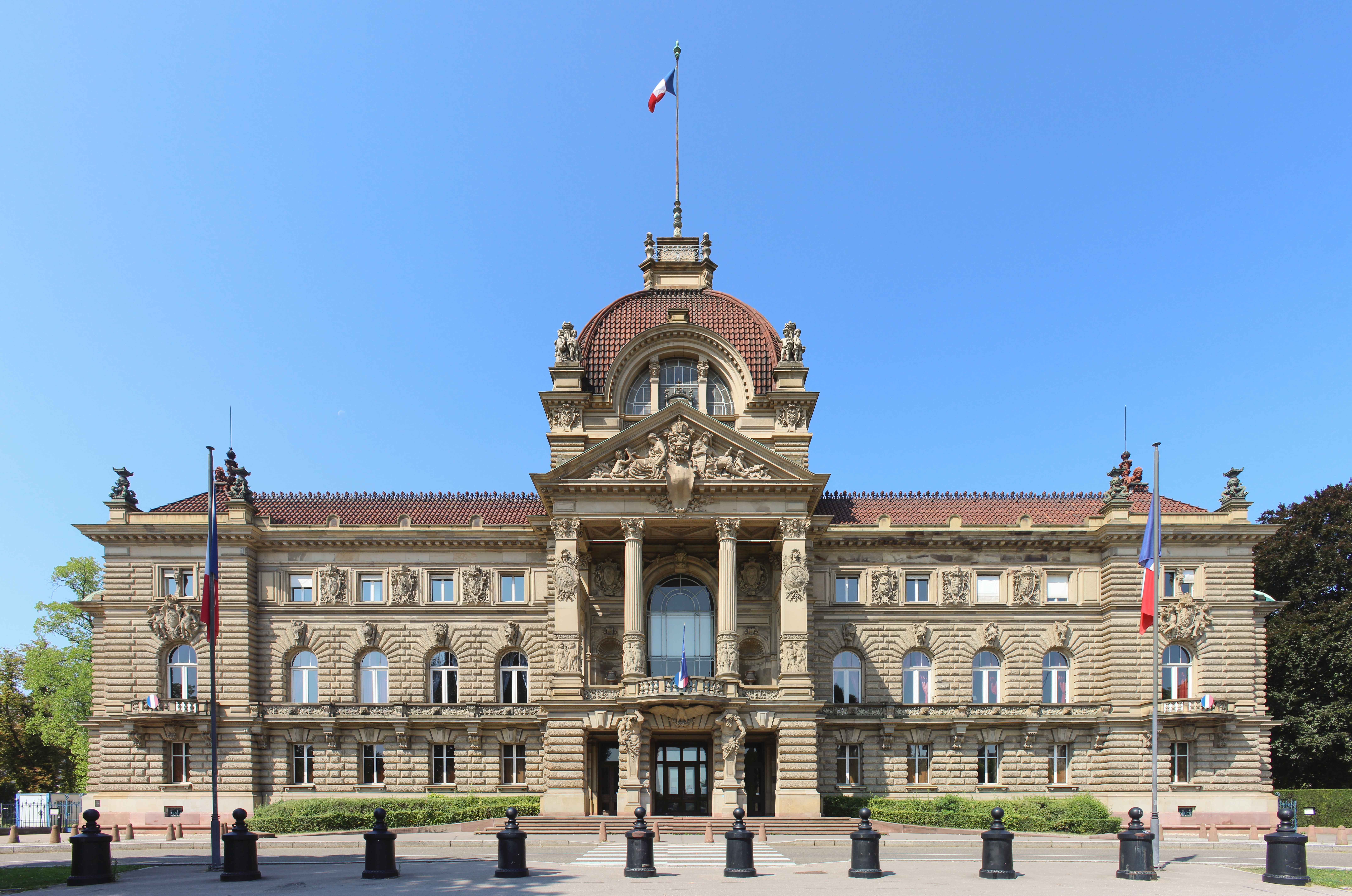
莱茵宫

莱茵宫（法語：Palais du Rhin），曾名为皇宫（德語：Kaiserpalast），是斯特拉斯堡的一座建筑，位于该市东北部德国区的共和国广场（Place de la République），原皇帝广场（Kaiserplatz）。这座庞大的圆顶建筑，是一座完好保留的19世纪普鲁士建筑。

## 历史
普法战争之后，斯特拉斯堡归属德国，面临接待德国皇帝的问题。最后，他们准备建立一个帝国权力的象征。经过反复讨论，选择了正方形的新文艺复兴风格的建筑，灵感来自佛罗伦萨的皮蒂宫。 
工程开始于1884年3月22日，威廉一世的87岁诞辰，5年后完工。在施工期间，曾出现许多争议：建筑物的需要和用途，其外观，以及300万马克的价格。
1889年8月，威廉二世为这座宫殿揭幕，到1914年之前，共计接待这位皇帝12次。   
在第一次世界大战中，这座建筑改为一所军医院，1920年，最古老的欧洲机构莱茵河航运中央委员会入驻，这座建筑改用目前的名称。
1923年，这座宫殿由法国政府接管。从1940年到1945年，该建筑物用作德军勒克莱尔将军的总部。
1987年前，斯特拉斯堡国立高等建筑学校校舍设置在这里。
这座宫殿在1970年曾面临被拆除的危险，但是在1993年被列为法国历史古迹，现在，除了莱茵河航运中央委员会之外，阿尔萨斯大区文化事务局（Direction régionale des Affaires culturelles）也设于此。
2008年，法国电视台拍摄的连续剧《抵抗》描绘的巴黎盖世太保总部在这座宫殿拍摄（历史上位于卢滕西亚酒店，Hôtel Lutetia）。